# Bassa d'Oles
La Bassa d'Oles es un lago de origen natural situado a 1600 metros de altitud en las proximidades de Viella, en la comarca del Valle de Arán . Está ubicada en el entorno del bosque de Baricauba, a los pies del pico de Montcorbison.
En la Bassa d'Oles se pueden realizar diferentes itinerarios, desde dar la vuelta a la Bassa d'Oles y sus alrededores, hasta realizar la ascensión al pico de Montcorbison (2172 metros).
En las proximidades de la Bassa d'Oles se encuentra el refugio Era Piusa de uso exclusivo para escolares y grupos de excursionistas.
También se puede pescar y la realizar bicicleta de montaña.
El acceso a la Bassa d'Oles se puede realizar con vehículo por una pista asfaltada que tiene su origen en la población de Gausach.